# Abiola Odejide
Abiola Odejide là giáo sư danh dự về nghệ thuật giao tiếp và ngôn ngữ tại Đại học Ibadan. Bà trước đây là Phó hiệu trưởng tại trường đại học và là người phụ nữ đầu tiên đạt được vị trí như vậy tại trường đại học 58 tuổi.

## Giáo dục và cuộc sống ban đầu
Odejide có bằng tiếng Anh đầu tiên, tốt nghiệp lớp hai tại Đại học Ibadan năm 1968. Sau đó, bà tiếp tục đến Đại học Leeds để lấy bằng thạc sĩ Ngôn ngữ học và Giảng dạy tiếng Anh, hoàn thành xuất sắc vào năm 1974. Luận án tiến sĩ về văn học thiếu nhi của cô đã được hoàn thành tại Ibadan năm 1986. Bà trở thành giáo sư chính thức tại Đại học Ibadan năm 1991.

## Ấn phẩm
Trong một bài viết năm 2014 có tiêu đề "Phụ nữ có thể làm gì?" Chuẩn mực giới tính trong một trường đại học ở Nigeria viết cho Châu Phi nữ quyền, Odejide cho rằng phân biệt giới tính trái với hiến pháp của trường đại học vẫn là một vấn đề phổ biến trong trường. Cô xác định những suy nghĩ gắn mác phụ nữ là "gây gổ", "kém năng khiếu về học thuật", "những người suy nghĩ nông cạn" và "độc hại" là người chịu trách nhiệm cho việc duy trì các hệ tư tưởng phân cấp giới tính thiên vị. Cô cũng lưu ý rằng mặc dù tiếp xúc giáo dục của một cộng đồng học thuật như Unibadan, cư dân của nó vẫn cho phép truyền thống đặt ra uy quyền giới tính đóng vai trò chính trong các vấn đề của cô. Trong khuyến nghị của mình, cô đã đề xuất một chương trình khởi nghiệp sẽ cải thiện khả năng tự túc của phụ nữ. Bà cũng ủng hộ các chính sách hiệu quả của ban quản lý sẽ thúc đẩy bình đẳng giới.
Năm 2017, Odejide đã có một bài giảng tại một hội nghị được gắn thẻ Ba mươi năm về: Phụ nữ muốn gì, Phụ nữ nên làm gì?. Trong bài phát biểu của mình, bà đã khuyến khích chính phủ Nigeria đưa ra các quyết định quyết định sẽ thúc đẩy sự công bằng giới. Bà đã đưa ra những ví dụ về phụ nữ nguyên thủ quốc gia trên khắp thế giới như một ví dụ về cách Nigeria có thể tốt hơn khi phụ nữ có cơ hội. Bà cũng đã tuyên bố nội các của tổng thống là có tỷ lệ phụ nữ thấp hơn người tiền nhiệm, giải thích rằng điều đó cho thấy sự thiếu niềm tin vào phụ nữ.

## Vị trí hành chính
Odejide là nữ phó hiệu trưởng đầu tiên tại Đại học Ibadan. Ngoài ra, trước đây bà đã từng giữ nhiều vị trí cốt lõi tại trường đại học, bao gồm cả giám đốc, Trung tâm đào tạo từ xa. Bà đã nghỉ hưu từ Unibadan vào tháng 11 năm 2011 